# Рислінг

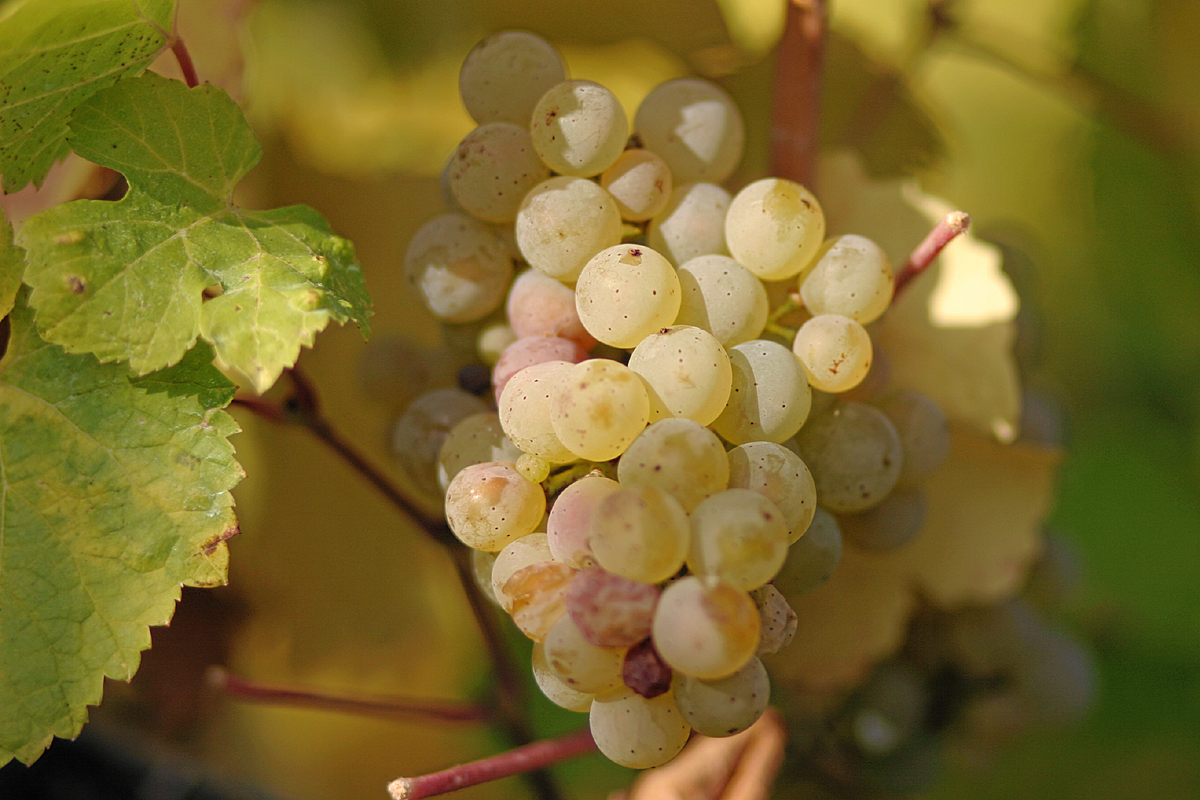
Грона Рислінгу

Ри́слінг (нім. Riesling) — сорт білого винограду (та відповідного вина), підвид виду Виноград культурний (Vitis vinifera), один з так званих «великих винних сортів». Рислінг — ароматний сорт винограду, використовується для виготовлення широкого спектра вин від сухих до десертних та ігристих.

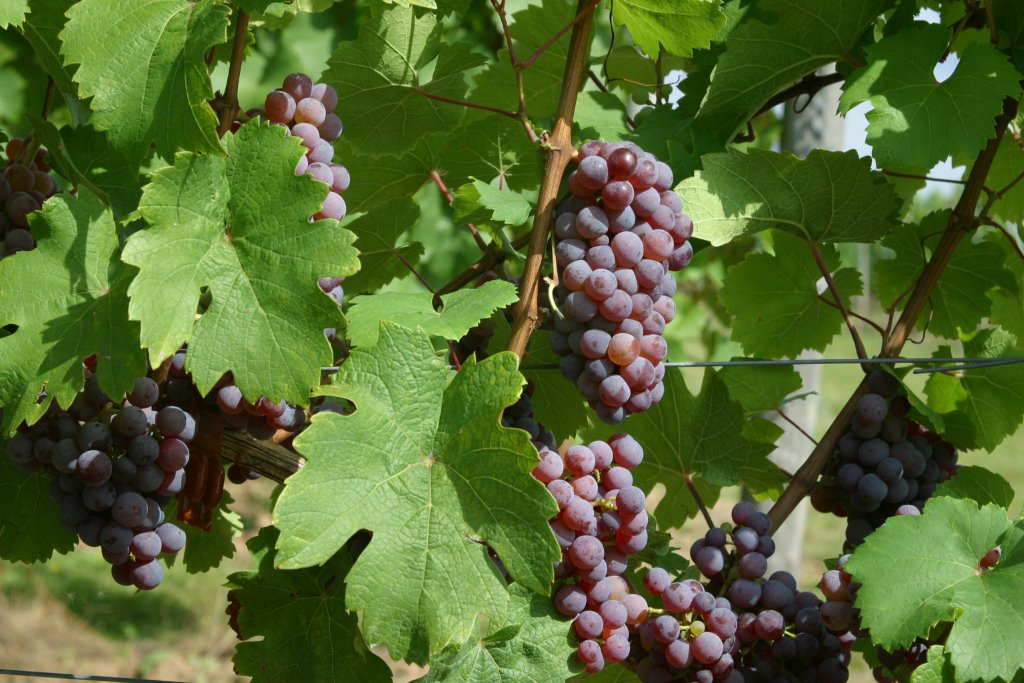
Сорт «червоного» рислінгу

Рідко зустрічається також сорт винограду світло-фіолетового кольору, який вважається білим і зветься «червоний рислінг» (нім. Roter Riesling).

## Походження
Батьківщина Рислінгу — Німеччина, де з нього виготовляють чи не найкращі сортові вина. Результати ДНК-аналізу твердять[джерело?], що одним з батьків сорту є Гуе Блан, а іншим — гібрид Трамінера та дикого винограду.

## Агротехніка

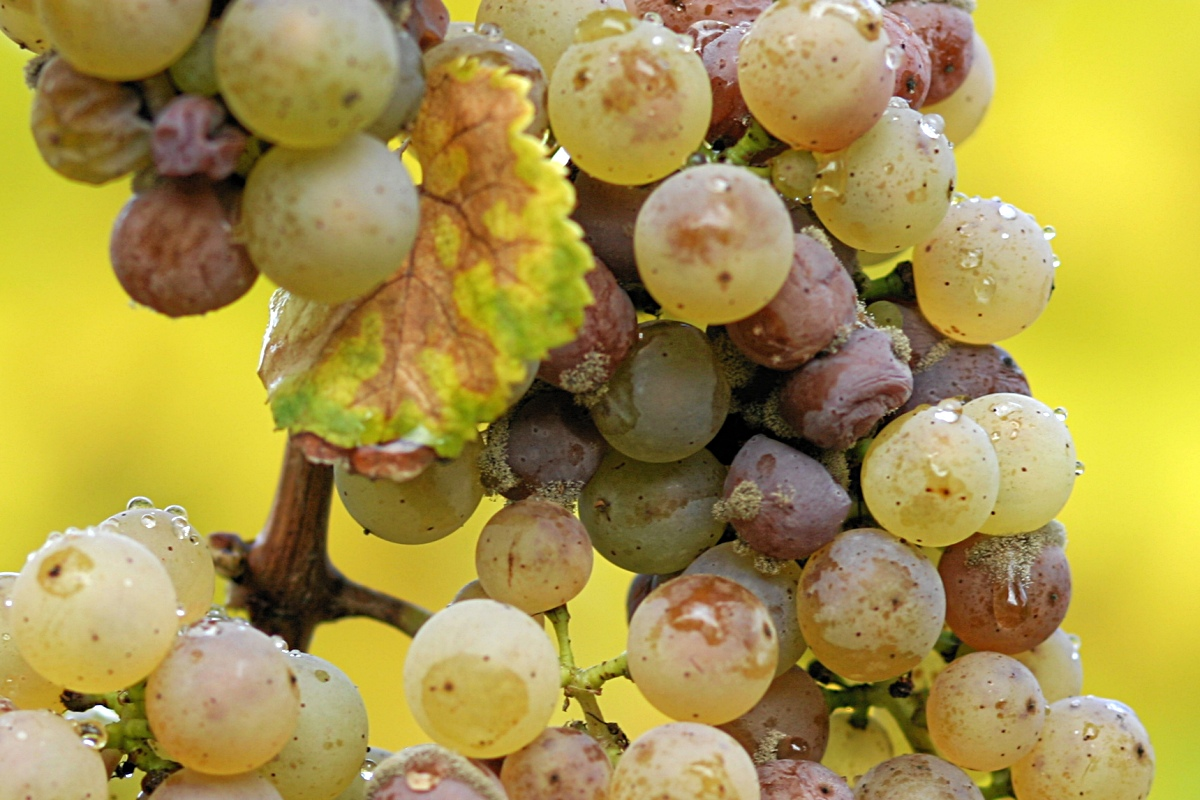
Благородна гниль на ягодах рислінгу

Рислінг – виноград, який найкраще розкриває свій характер у прохолодних кліматичних умовах. Він пізно достигає, не втрачаючи при цьому освіжаючої кислотності. Рислінгу потрібна холодна зима, під час якої лоза «засинає» і набирає силу для періоду вегетації. Рислінг росте на різних видах ґрунтів і здатний відображати це у своїх ароматах і смаках. Шкіра ягід досить товста. Рислінг легко вражається грибком Botrytis cinerea (благородна гниль), що за сприятливих погодних умов уможливлює виготовляти солодкі ароматні вина. Грибок, «проїдаючи» пори у шкірі винограду, приводить до випаровування частини вологи з ягід, тим самим збільшуючи питому вагу цукрів та ароматичних речовин у плодах — і, згодом, у винному суслі. Аби це відбулося, погода має бути не надто вологою, інакше грибок розвивається занадто бурхливо і знищує ягоди (сіра гниль).

## Розповсюдження
Рислінг, окрім своїх традиційних зон культивації (Німеччина, Австрія, Ельзас) можна зустріти в Австралії, США, Східній Європі, в тому числі значною мірою в Україні.

### Визначні регіони
Найкращими регіонами вирощування рислінгу є Німеччина (долина Мозеля та регіон Райнгау), Австрія та французький Ельзас. Рислінг слугує сировиною для виробництва рейнвейну.

## Стилі вина

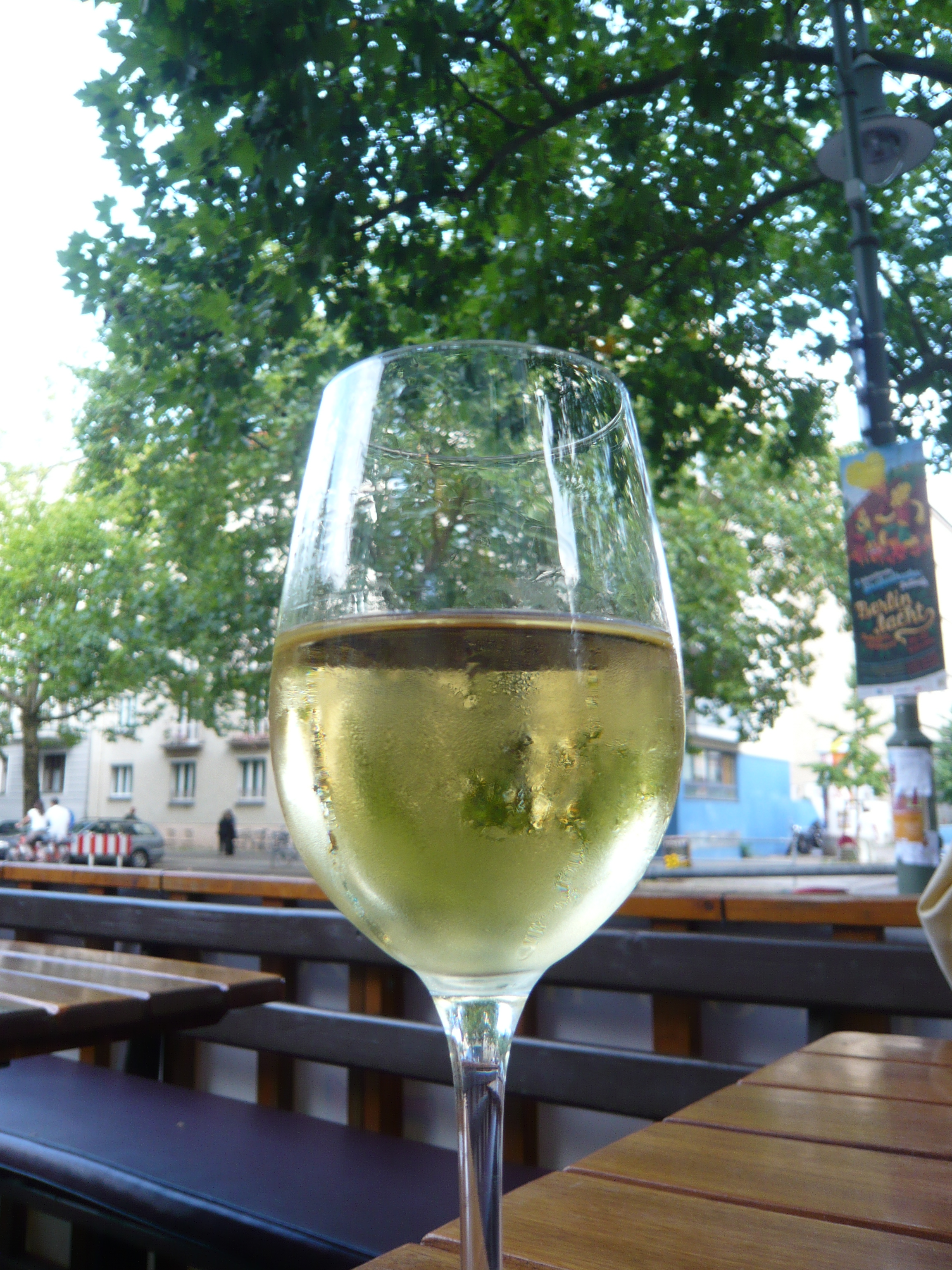
сухий варіант Рислінгу

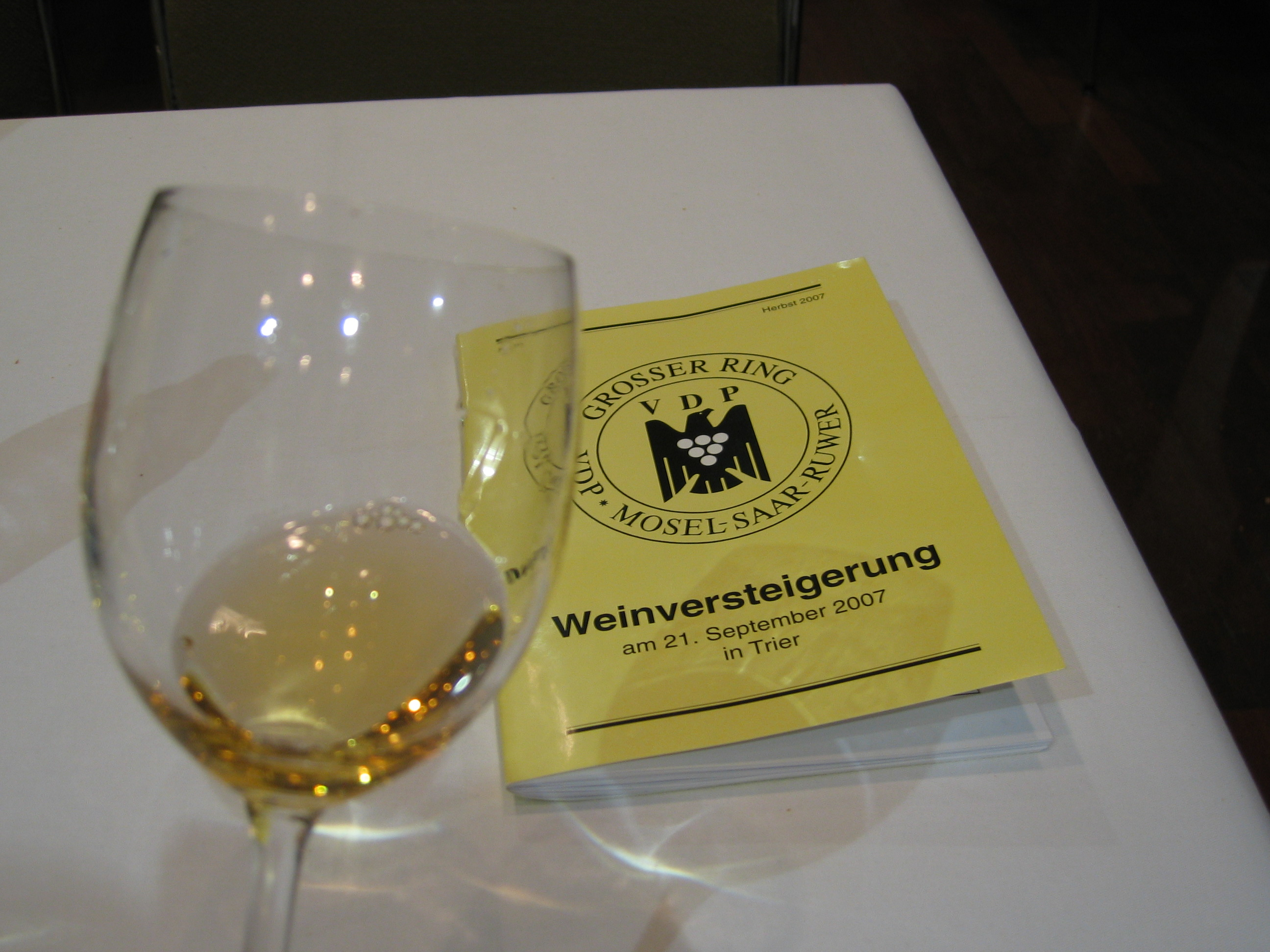
солодкий Рислінг пізнього збору

Винороби виготовляють з Рислінгу вина широкого спектра стилів — від сухих вин з високою кислотністю та низьким вмістом алкоголю до важких тягучих лікерних вин з яскравими ароматами і довгим післясмаком. Колір від солом'яного до темно-бурштинового. В Україні і Молдові рислінг також є традиційним компонентом ігристих вин.
Завдяки високій кислотності та насиченим фруктовим ароматам, рислінг має великий потенціал для витримки. Вина з рислінгу рідко витримують у нових дубових бочках, бо аромати дубу погано впливають на букет вина. Навпаки, винороби використовують дуже старі (іноді віком понад 100 років) бочки, на внутрішній поверхні яких накопичено значний мінеральний осад, який виключає контакт вина з деревиною. Якісні рислінги після витримки набувають тонкого складного букета.
Смакові та ароматичні характеристики:
- у молодих рислінгах: яблуко, грейпфрут, персик, аґрус, мінеральні тони.
- у солодких рислінгах, з винограду, ураженого благородною гниллю: мед, троянда.
- у витриманих рислінгах: мазут.

У купажних винах рислінг можна зазвичай зустріти разом з іншим ароматним сортом — Ґевюрцтрамінер.

## Кулінарні комбінації
Як ароматний сорт, рислінг пасує до яскравих духмяних страв. Це один з не багатьох сортів, які гарно вживати із азійською кухнею. Також вдалими комбінаціями є рислінг та качка чи копчена птиця.